# Tapis de Sarab
 (juillet 2016).
Le tapis de Sarab est un type de tapis persan. Il est noué dans la ville du même nom, à une cinquantaine de kilomètres d'Ardabil.

## Description
Le décor est d'inspiration caucasienne, c’est-à-dire géométrique. Le motif le plus répandu est constitué de rangées de losanges sur fond uni, généralement couleur « poil de chameau ». 
Une des particularités de ses tapis est que la bordure la plus à l'extérieur est d'une teinte unie semblable à celle du fond du tapis.
Ce type de tapis est très semblable à ceux de Meshkin.